# Once Again (河村隆一の曲)
『Once again』（ワンスアゲイン）は2007年10月31日にコロムビアミュージックエンタテインメントから発売された河村隆一13枚目のシングル。

## 収録曲
全曲作詞・作曲:河村隆一
1. Once again
  - 編曲:葉山拓亮
  - 河村隆一ソロデビュー10周年を記念して発売された楽曲。2004年のライブで初披露されその後河村によって「封印宣言」がなされた楽曲（お台場メモリアルツリー点灯式インタビューより）。
  - 第12回お台場メモリアルツリー・第27回さっぽろホワイトイルミネーションテーマソング。
2. あの日の少年
  - 編曲:小泉信彦
  - 河村の幼少期をイメージして書かれた楽曲。
3. Hello Hello
  - 編曲:小泉信彦
4. Once again(piano)